# AMD Puma
AMD Puma – mobilna platforma zaprojektowana wspólnie przez inżynierów AMD i dawnego ATI. 
W skład platformy wchodzi dwurdzeniowy 45 nm procesor Turion X2 Ultra o nazwie kodowej "Lion". Współpracuje on z chipsetem AMD M780 i kartą graficzną ATI Mobility Radeon HD 3200.
Platforma trafiła na rynek w lipcu 2008 roku zastępując przestarzałą platformę AMD Kite.